# Polianthes bicolor
Polianthes bicolor är en sparrisväxtart som beskrevs av E.Solano, Camacho och García-mend. Polianthes bicolor ingår i släktet Polianthes och familjen sparrisväxter. Inga underarter finns listade i Catalogue of Life.